# Спартак (женский футбольный клуб, Москва)
«Спартак» — женский футбольный клуб из Москвы, аффилиат футбольного клуба «Спартак». Участник чемпионата России.

## История команды
«Спартак» был создан в 1989 году и уже в 1990 году участвовал в 1 экспериментальном Чемпионате СССР во 2-й зоне, где занял 3-е место (в межсезонье в коллективе произошёл конфликт и часть игроков (Боташева и Григорьева) перешла в команду «Спартак-13»). В 1991 году во 2-м Чемпионате СССР в той же зоне был повторен результат (3-е место).
Благодаря достигнутым результатам «Спартак» был включен в число участников высшей лиги первого чемпионата России 1992 года, выступал в том чемпионате клуб под названием «Спартак-Преображение». В итоге было завоевано восьмое место. В том же году клуб дошёл до финала Кубка России, в котором в дополнительное время проиграл действующему чемпиону «Интерросу» на стадионе «Торпедо» в Москве со счетом 3:4. По итогам сезона 1992 года в «33 лучшие футболистки страны» включены: 
Валентина Баркова (левая полузащитница, №2), Елена Сотникова (центральная полузащитница, №1) и Ирина Александрова (центральная полузащитница, №3).
В связи с финансовыми трудностями клуб распался и в сезоне 1993 года часть игроков команды (Валентина Баркова, Лилия Шилова, Наталья Титкова, Галина Королева, Ирина Александрова, Елена Сотникова, Наталья Капкова, Елена Гаврилина, Светлана Немова, Ольга Фролова) перешла в клуб «СКИФ-Фемина» из подмосковной Малаховки (до начала чемпионата «Спартак—СКИФ»).
Эпизодическое возвращение «Спартака» случилось в 1997 году, когда в первом дивизионе выступала команда «Катюша-Спартак». Второе эпизодическое возвращение произошло в сезоне 2001 года, когда была приобретена команда высшей лиги «Диана» и в результате произошло переименование в «Спартак». По итогам сезона 2001 года в «33 лучшие футболистки страны» включена Светлана Феколкина (центральная полузащитница, №3).
Возрождение команды произошло в 2005 году. Руководство спортивного общества «Спартак» к 70-летию общества заявлялось во все командные соревнования. «Спартак» занял сначала пятое место в высшем дивизионе, а в 2006 году клуб добился наивысшего успеха в чемпионатах России, завоевав серебро. Кроме того, «Спартак» дважды доходил до финала Кубка России, но оба раза уступил «Россиянке». После сезона 2006 года клуб прекратил своё существование.
В 2014 году была создана команда «Спартак-2». 

## Новая история команды

### Сезон 2023
24 января 2022 года было объявлено о создании команды, как аффилиата футбольного клуба «Спартак». Молодёжная команда «Спартака» приняла участие в розыгрыше Первой лиги 2023, где заняла 3-е место в зоне «Москва».

### Сезон 2024
14 октября 2023 года было объявлено о запуске полноценного женского футбольного клуба «Спартак». 30 октября 2023 года клуб представил нового главного тренера ЖФК — им стал бывший тренер клуба Первой лиги «Строгино» Вадим Сергеевич Козлов. 9 декабря 2023 года «Спартак» представил первую футболистку, вошедшую в основной состав команды для Суперлиги — Карину Бакланову, перешедшую из московского «Динамо». Также в новую команду перешли:
- Ксения Коноваева и Татьяна Чередина из «Рязани-ВДВ»[8][9];
- Кристина Черкасова из «Локомотива» (бывшая в аренде в казанском «Рубине»)[10];
- Наталья Машина, Валерия Богдан и Джоан Набирье из белорусского клуба «Минск»[11][12][13];
- Ксения Кулешова и Валерия Зарубина из «Строгино»[14][15];
- Анна Кожникова, Алина Мягкова, Наталья Морозова, Виктория Носенко и Татьяна Морина из «Локомотива»[16][17][18][19];
- Елизавета Щербакова из ЦСКА[20];
- Вероника Анисина из «Рубина»[21];
- Кристина Петкус из «УОР №5 – Мастер-Сатурн»[22];
- Марина Фёдорова из «Динамо»[23].

В первом круге Суперлиги 2024 «Спартак» не смог подняться выше 4-го места, но смог привлечь на матчи со своим участием множество зрителей — в среднем более 700 зрителей за матч. 2 июля 2024 к клубу присоединились два полузащитника сборной Сербии — Дина Благоевич и Тияна Филипович (Филипович 8 ноября 2024 года в матче против московского «Динамо» забила 4 мяча, оформив первый «покер» в суперлиге с сезона 2021 года). 6 июля 2024 «Спартак» выбыл из розыгрыша Кубка России 2024, проиграв московскому ЦСКА на стадии 1/8 финала. Во второй половине сезона утвердилось соперничество «Спартака» за 3-4 места с «Локомотивом». Решающий матч за бронзу состоялся 16 ноября 2024 года. «Спартак» сыграл с «Локомотивом» вничью 0:0, в результате у команд накопилось одинаковое число очков и по дополнительным показателям первую в своей истории бронзу завоевал «Спартак», оставив «Локомотив» без медалей, впервые с сезона 2018.
В межсезонье в клуб пришли: Светлана Карагёзян из «Чертаново» (находившаяся в аренде в «Рубине»), Лина Якупова из «Зенита», Лара Ивануша и Лидия Кулиш из «Абу-Даби» (ОАЭ), Маргарита Литвиненко и Валерия Кузнецова из «Мастер-Сатурна», Яна Свистунова из «Чертаново». 
Из клуба ушли: Валерия Зарубина в «Енисей», Джоан Набирье в «Трабзонспор» (Турция), Вероника Анисина и Дарья Маркова в «Рязань-ВДВ» (на правах аренды).

### Сезон 2025
В первой половине сезона Суперлиги 2025 «Спартак» смог захватить лидерство в Чемпионате, уверенно занимая первое место с первого по девятый тур.
В течение сезона из клуба ушли: Ксения Кулешова в «Зорка-БДУ» (Беларусь), на правах аренды.

## Достижения

### Титульные
Чемпионат СССР
- 6-е место: 1990

Чемпионат России
- -е место: 2006
- -е место: 2024

Кубок России
- Финалист (3): 1992, 2005, 2006

Международные турниры
- Победитель: 1992[34]

### Матчевые
Самые крупные победы
- 11:0 — самая крупная победа клуба в Чемпионате («Спартак» — «Нева» (Санкт-Петербург), 12 октября 2005)
- 11:1 — самая крупная победа клуба в Кубке («Виктория» (Белгород) — «Спартак», 22 мая 2005), 10:0 («Пари Нижний Новгород» — «Спартак», 8 июня 2024)

Самые крупные поражения
- 1:9 — самое крупное поражение клуба в Чемпионате (ЦСК ВВС (Самара) — «Спартак», 30 июля 2001)
- 1:8 — самое крупное поражение клуба в Кубке («Рязань-ТНК» (Рязань) — «Спартак», 1 июля 2001)

## Текущий состав

### Игроки основной команды
| 1  | Флаг России               | Вр  | Елизавета Щербакова | 1997 |  |  |  |  |
| 24 | Флаг России               | Вр  | Виктория Носенко    | 1994 |  |  |  |  |
|    |                           |     |                     |      |  |  |  |  |
| 3  | Флаг России               | Защ | Анна Кожникова      | 1987 |  |  |  |  |
| 4  | Флаг Беларуси             | Защ | Валерия Богдан      | 2000 |  |  |  |  |
| 5  | Флаг России               | Защ | Карина Бакланова    | 1993 |  |  |  |  |
| 15 | Флаг России               | Защ | Светлана Карагёзян  | 2004 |  |  |  |  |
| 18 | Флаг России               | Защ | Алина Мягкова       | 1999 |  |  |  |  |
| 19 | Флаг России               | Защ | Татьяна Чередина    | 1991 |  |  |  |  |
| 21 | Флаг России               | Защ | Наталья Морозова    | 1995 |  |  |  |  |
| 23 | Флаг Боснии и Герцеговины | Защ | Лидия Кулиш         | 1992 |  |  |  |  |
| 77 | Флаг России               | Защ | Вероника Наумова    | 1995 |  |  |  |  |
|    |                           |     |                     |      |  |  |  |  |
| 7  | Флаг России               | ПЗ  | Лина Якупова        | 1990 |  |  |  |  |
| 8  | Флаг Сербии               | ПЗ  | Дина Благоевич      | 1997 |  |  |  |  |

| 10 | Флаг России   | ПЗ  | Марина Федорова          | 1997 |  |  |  |  |
| 12 | Флаг России   | ПЗ  | Анастасия Колокольчикова | 2006 |  |  |  |  |
| 13 | Флаг Словении | ПЗ  | Лара Ивануша             | 1997 |  |  |  |  |
| 17 | Флаг России   | ПЗ  | Яна Свистунова           | 2006 |  |  |  |  |
| 20 | Флаг Сербии   | ПЗ  | Тияна Филипович          | 1999 |  |  |  |  |
| 25 | Флаг России   | ПЗ  | Валерия Батырева         | 2006 |  |  |  |  |
| 33 | Флаг России   | ПЗ  | Ксения Коноваева         | 2005 |  |  |  |  |
| 76 | Флаг России   | ПЗ  | Кристина Табукова        | 2006 |  |  |  |  |
| 80 | Флаг России   | ПЗ  | Маргарита Литвиненко     | 2005 |  |  |  |  |
| 93 | Флаг России   | ПЗ  | Кристина Петкус          | 2002 |  |  |  |  |
|    |               |     |                          |      |  |  |  |  |
| 9  | Флаг России   | Нап | Наталья Машина           | 1997 |  |  |  |  |
| 11 | Флаг России   | Нап | Кристина Черкасова       | 2000 |  |  |  |  |
| 55 | Флаг России   | Нап | Валерия Кузнецова        | 2005 |  |  |  |  |

Тренерский штаб
| Имя               | Должность                       |
| ----------------- | ------------------------------- |
| Вадим Козлов      | главный тренер                  |
| Сергей Свечкарь   | тренер                          |
| Матвей Францкевич | тренер вратарей                 |
| Борис Чирва       | аналитик                        |
| Дмитрий Грязнов   | тренер по физической подготовке |
| Ангелина Сома     | тренер по физической подготовке |

## Статистика выступлений
без учёта мячей забитых в сериях послематчевых пенальти
с учётом технических результатов

| Сезон                                                   | Клуб                                                    | Чемпионат СССР                                          | Чемпионат СССР                                          | Чемпионат СССР                                          | Чемпионат СССР                                       | Чемпионат СССР                                       | Чемпионат СССР                                       | Чемпионат СССР                                       | Чемпионат СССР                                       | Чемпионат СССР                                       | Чемпионат СССР                                       | Чемпионат СССР                                       | Кубок                                                | Главный тренер                                       | Источники                                            |
| Сезон                                                   | Клуб                                                    | Лига/Дивизион                                           | Этап                                                    | Место                                                   | И                                                    | В                                                    | Н                                                    | П                                                    | МЗ                                                   | МП                                                   | РМ                                                   | О                                                    | Кубок                                                | Главный тренер                                       | Источники                                            |
| ------------------------------------------------------- | ------------------------------------------------------- | ------------------------------------------------------- | ------------------------------------------------------- | ------------------------------------------------------- | ---------------------------------------------------- | ---------------------------------------------------- | ---------------------------------------------------- | ---------------------------------------------------- | ---------------------------------------------------- | ---------------------------------------------------- | ---------------------------------------------------- | ---------------------------------------------------- | ---------------------------------------------------- | ---------------------------------------------------- | ---------------------------------------------------- |
| 1990                                                    | Спартак                                                 | Высшая лига                                             | Вторая зона                                             | 3 из 12                                                 | 22                                                   | 11                                                   | 5                                                    | 6                                                    | 26                                                   | 19                                                   | +7                                                   | 27                                                   | не проводился                                        |                                                      | [ 35 ]                                               |
| 1990                                                    | Спартак                                                 | Высшая лига                                             | Стыковой матч за 5 место                                | 6 из 18                                                 | 1                                                    | 0                                                    | 0                                                    | 1                                                    | 1                                                    | 2                                                    | -1                                                   | —                                                    | не проводился                                        |                                                      | [ 35 ]                                               |
| 1990                                                    | Спартак                                                 | Высшая лига                                             | Высшая лига 1990 (Итог)                                 | 6 из 18                                                 | 23                                                   | 11                                                   | 5                                                    | 7                                                    | 27                                                   | 21                                                   | +6                                                   | —                                                    | не проводился                                        |                                                      | [ 35 ]                                               |
| 1991                                                    | Спартак                                                 | Высшая лига                                             | Вторая зона                                             | 3 из 12                                                 | 22                                                   | 12                                                   | 6                                                    | 4                                                    | 36                                                   | 13                                                   | +23                                                  | 30                                                   | 2 ОТ                                                 |                                                      | [ 36 ]                                               |
|                                                         |                                                         | Чемпионат России                                        |                                                         |                                                         |                                                      |                                                      |                                                      |                                                      |                                                      |                                                      |                                                      |                                                      |                                                      |                                                      |                                                      |
| 1992                                                    | Спартак-Преображение                                    | Высшая лига                                             | —                                                       | 8 из 15                                                 | 28                                                   | 14                                                   | 4                                                    | 10                                                   | 36                                                   | 22                                                   | +14                                                  | 32                                                   | финалист                                             |                                                      | [ 37 ]                                               |
| 1997-2000                                               | Основная статья: Катюша-Спартак                         | Основная статья: Катюша-Спартак                         | Основная статья: Катюша-Спартак                         | Основная статья: Катюша-Спартак                         | Основная статья: Катюша-Спартак                      | Основная статья: Катюша-Спартак                      | Основная статья: Катюша-Спартак                      | Основная статья: Катюша-Спартак                      | Основная статья: Катюша-Спартак                      | Основная статья: Катюша-Спартак                      | Основная статья: Катюша-Спартак                      | Основная статья: Катюша-Спартак                      | Основная статья: Катюша-Спартак                      | Основная статья: Катюша-Спартак                      | Основная статья: Катюша-Спартак                      |
| 2001                                                    | Спартак                                                 | Высший дивизион                                         | 1 этап                                                  | 6 из 9                                                  | 16                                                   | 4                                                    | 3                                                    | 9                                                    | 12                                                   | 34                                                   | -22                                                  | 15                                                   | ¼ финала                                             |                                                      | [ 38 ]                                               |
| 2001                                                    | Спартак                                                 | Высший дивизион                                         | Турнир за 6 место                                       | 6 из 9                                                  | 6                                                    | 4                                                    | 1                                                    | 1                                                    | 5                                                    | 3                                                    | +2                                                   | 13                                                   | ¼ финала                                             |                                                      | [ 38 ]                                               |
| 2001                                                    | Спартак                                                 | Высший дивизион                                         | Высший дивизион 2001 (Итог)                             | 6 из 9                                                  | 22                                                   | 8                                                    | 4                                                    | 10                                                   | 17                                                   | 37                                                   | -20                                                  | 28                                                   | ¼ финала                                             |                                                      | [ 38 ]                                               |
| 2002                                                    | Спартак                                                 | Высший дивизион                                         | —                                                       | 10 из 10                                                | 18                                                   | 0                                                    | 0                                                    | 18                                                   | 0                                                    | 55                                                   | -55                                                  | 0                                                    | снялся                                               |                                                      | [ 39 ]                                               |
| 2005                                                    | Спартак                                                 | Высший дивизион                                         | Предварительный этап                                    | 5 из 8                                                  | 14                                                   | 6                                                    | 2                                                    | 6                                                    | 34                                                   | 23                                                   | +11                                                  | 20                                                   | финалист                                             |                                                      | [ 40 ]                                               |
| 2005                                                    | Спартак                                                 | Высший дивизион                                         | Финальный этап, турнир за 5 место                       | 5 из 8                                                  | 6                                                    | 5                                                    | 1                                                    | 0                                                    | 24                                                   | 0                                                    | +24                                                  | 16                                                   | финалист                                             |                                                      | [ 40 ]                                               |
| 2005                                                    | Спартак                                                 | Высший дивизион                                         | Высший дивизион 2005 (Итог)                             | 5 из 8                                                  | 20                                                   | 11                                                   | 3                                                    | 6                                                    | 58                                                   | 23                                                   | +35                                                  | 36                                                   | финалист                                             |                                                      | [ 40 ]                                               |
| 2006                                                    | Спартак                                                 | Высший дивизион                                         | —                                                       | из 9                                                    | 16                                                   | 11                                                   | 4                                                    | 1                                                    | 54                                                   | 10                                                   | +44                                                  | 37                                                   | финалист                                             | Сергей Бородин                                       | [ 41 ] [ 42 ]                                        |
| 2014-2022                                               | Основная статья: Спартак-2 (женский футбольный клуб)    | Основная статья: Спартак-2 (женский футбольный клуб)    | Основная статья: Спартак-2 (женский футбольный клуб)    | Основная статья: Спартак-2 (женский футбольный клуб)    | Основная статья: Спартак-2 (женский футбольный клуб) | Основная статья: Спартак-2 (женский футбольный клуб) | Основная статья: Спартак-2 (женский футбольный клуб) | Основная статья: Спартак-2 (женский футбольный клуб) | Основная статья: Спартак-2 (женский футбольный клуб) | Основная статья: Спартак-2 (женский футбольный клуб) | Основная статья: Спартак-2 (женский футбольный клуб) | Основная статья: Спартак-2 (женский футбольный клуб) | Основная статья: Спартак-2 (женский футбольный клуб) | Основная статья: Спартак-2 (женский футбольный клуб) | Основная статья: Спартак-2 (женский футбольный клуб) |
| 2024 (сезон)                                            | Спартак                                                 | Суперлига                                               | —                                                       | из 13                                                   | 24                                                   | 15                                                   | 5                                                    | 4                                                    | 50                                                   | 18                                                   | +32                                                  | 50                                                   | ⅛ финала                                             | Вадим Козлов                                         | [ 43 ] [ 44 ] [ 45 ]                                 |
| Итого Высшая лига СССР (2 сезона)                       | Итого Высшая лига СССР (2 сезона)                       | Итого Высшая лига СССР (2 сезона)                       | Итого Высшая лига СССР (2 сезона)                       | Итого Высшая лига СССР (2 сезона)                       | 45                                                   | 23                                                   | 11                                                   | 11                                                   | 63                                                   | 34                                                   | +29                                                  |                                                      |                                                      |                                                      |                                                      |
| Итого Высшая лига/Высший дивизион/Суперлига (6 сезонов) | Итого Высшая лига/Высший дивизион/Суперлига (6 сезонов) | Итого Высшая лига/Высший дивизион/Суперлига (6 сезонов) | Итого Высшая лига/Высший дивизион/Суперлига (6 сезонов) | Итого Высшая лига/Высший дивизион/Суперлига (6 сезонов) | 128                                                  | 59                                                   | 20                                                   | 49                                                   | 215                                                  | 165                                                  | +50                                                  |                                                      |                                                      |                                                      |                                                      |
| Всего                                                   | Всего                                                   | Всего                                                   | Всего                                                   | Всего                                                   | 173                                                  | 82                                                   | 31                                                   | 60                                                   | 278                                                  | 199                                                  | +79                                                  |                                                      |                                                      |                                                      |                                                      |

1. 1 2 3  в сезонах 1989—1994 очки начислялись таким образом: 2 очка за победу, 1 за ничью и 0 за поражение
2. ↑  после сезона 1992 «Спартак-Преображение» в связи с финансовыми трудностями прекратил существование в межсезонье, лучшие игроки перешли в команду «СКИФ-Фемина»
3. ↑  в сезоне 2002 «Спартак» снялся с соревнований после первого круга. В оставшихся матчах клубу были засчитаны технические поражения
4. ↑  после сезона 2006 «Спартак» прекратил существование в межсезонье

### Кубок СССР/России
без учёта мячей забитых в сериях послематчевых пенальти
без учёта технических результатов

| Сезон                            | Кубок СССР   | Кубок СССР | Кубок СССР | Кубок СССР | Кубок СССР | Кубок СССР | Кубок СССР | Кубок СССР |
| Сезон                            | И            | В          | Н          | П          | МЗ         | МП         | РМ         | Итог       |
| -------------------------------- | ------------ | ---------- | ---------- | ---------- | ---------- | ---------- | ---------- | ---------- |
| 1991                             | 3            | 1          | 1          | 1          | 2          | 1          | +1         | 2ОТ        |
|                                  | Кубок России |            |            |            |            |            |            |            |
| 1992                             | 5            | 2          | 2          | 1          | 12         | 6          | +6         | финалист   |
| 2001                             | 2            | 0          | 0          | 2          | 2          | 11         | -9         | ¼ финала   |
| 2002                             | —            | —          | —          | —          | —          | —          | —          | ⅛ финала   |
| 2005                             | 4            | 2          | 0          | 2          | 15         | 4          | +11        | финалист   |
| 2006                             | 5            | 3          | 2          | 0          | 9          | 2          | +7         | финалист   |
| 2024                             | 2            | 1          | 0          | 1          | 11         | 3          | +8         | ⅛ финала   |
| Всего в Кубке СССР (1 сезон)     | 3            | 1          | 1          | 1          | 2          | 1          | +1         |            |
| Всего в Кубке России (6 сезонов) | 18           | 8          | 4          | 6          | 49         | 26         | +23        |            |
| Итого                            | 21           | 9          | 5          | 7          | 51         | 27         | +24        |            |

1. ↑  снялся
2. ↑  основное время первого финального матча Кубка России 2006 с «Россиянкой» закончилось 2-2 (Спартак: Шмачкова (авт.), Сочнева — Россиянка: Барбашина, Фомина (авт.)), но «Спартаку» было засчитано техническое поражение из-за участия в матче дополнительного иностранного игрока. Ответный матч закончился со счётом 1:1 и победителем кубка 2006 стала «Россиянка»

## Молодёжная команда
Пробное выступление возрождённой команды «Спартак» состоялось в рамках Чемпионата Москвы - отборе в финальный этап Первой лиги 2023, в отборе Первой лиги 2024 участвовала команда «Спартака» 2007/2008 гг. рождения. С 2024 года молодёжная команда «Спартак-М» играет в Молодёжной лиге.

### Титульные достижения
Первая лига
- 3-е место (в зоне Москва): 2023

Молодёжная лига
- 5-е место: 2024

### Матчевые достижения
Самые крупные победы
- 11:0 — самая крупная победа молодёжной команды в Первой лиге («Строгино» 2007/2008 г.р. (Москва) — «Спартак» 2007/2008 г.р., 6 октября 2024)
- 3:1 — самая крупная победа молодёжной команды в Молодёжной лиге («Чертаново-м» (Москва) — «Спартак-м», 21 апреля 2024, «Спартак-м» — «Ростов-м» (Ростов-на-Дону), 8 июня 2024, «Динамо-м» (Москва) — «Спартак-м», 14 июня 2024), 2:0 («Спартак-м» — Академия ФК «Урал» (Екатеринбург), 28 апреля 2024, «Мастер-Сатурн» (Егорьевск) — «Спартак-м», 12 мая 2024, «Спартак-м» — «Краснодар-м», 7 октября 2024)

Самые крупные поражения
- 1:4 — самое крупное поражение молодёжной команды в Первой лиге («Спартак» — Академия Чертаново (Москва), 27 мая 2023), 2:5 («Спартак» 2007/2008 — «Глобус» (Москва), 31 августа 2024)
- 1:5 — самое крупное поражение молодёжной команды в Молодёжной лиге («Спартак-м» — «Локомотив-м» (Москва), 18 августа 2024)

### Личные достижения
- 1 гол в Первой лиге забит Анной Антидзе в матче «Спартак»—Академия «Чертаново» 1:4 (27 мая 2023)
- 1 гол в Молодёжной лиге забит Елизаветой Петрунькиной в матче «Чертаново-м»—«Спартак-м» 1:3 (21 апреля 2024)
- наибольшее количество игр за молодёжную команду в Первой лиге — Елизавета Быстрова (13 матчей — на момент окончания сезона 2024)
- наибольшее количество игр за молодёжную команду в Молодёжной лиге — Анастасия Колокольчикова, Валерия Кондакова, Дарья Крученкова, Дарья Маркова (21 матч — на момент окончания сезона 2024)
- лучший бомбардир молодёжной команды в Первой лиге — Кристина Кириченко (8 мячей — на момент окончания сезона 2024)
- лучший бомбардир молодёжной команды в Молодёжной лиге — Ляля Холматова (4 мяча — на момент окончания сезона 2024)

### Игроки молодежной команды
| 69 | Флаг России | Вр  | Анастасия Емельянова     | 2009 |  |  |  |  |
| 77 | Флаг России | Вр  | Виктория Салтыкова       | 2008 |  |  |  |  |
| 96 | Флаг России | Вр  | Ангелина Широченко       | 2006 |  |  |  |  |
|    |             |     |                          |      |  |  |  |  |
| 22 | Флаг России | Защ | Елизавета Быстрова       | 2006 |  |  |  |  |
| 27 | Флаг России | Защ | Амелия Ахтямова          | 2008 |  |  |  |  |
| 36 | Флаг России | Защ | Мирослава Кармадонова    | 2007 |  |  |  |  |
| 44 | Флаг России | Защ | Анна Халиулина           | 2007 |  |  |  |  |
| 66 | Флаг России | Защ | Светлана Глаголева       | 2005 |  |  |  |  |
| 88 | Флаг России | Защ | Софья Щербина            | 2006 |  |  |  |  |
| 99 | Флаг России | Защ | Алина Сижажева           | 2008 |  |  |  |  |
|    |             |     |                          |      |  |  |  |  |
| 12 | Флаг России | ПЗ  | Анастасия Колокольчикова | 2006 |  |  |  |  |
| 14 | Флаг России | ПЗ  | Анастасия Бециву         | 2006 |  |  |  |  |
| 17 | Флаг России | ПЗ  | Яна Свистунова           | 2006 |  |  |  |  |

| 33 | Флаг России | ПЗ  | Ксения Коноваева      | 2005 |  |  |  |  |
| 35 | Флаг России | ПЗ  | Дарья Крученкова      | 2005 |  |  |  |  |
| 38 | Флаг России | ПЗ  | Дарья Смирнова        | 2008 |  |  |  |  |
| 40 | Флаг России | ПЗ  | Виталина Полторацкая  | 2006 |  |  |  |  |
| 46 | Флаг России | ПЗ  | Яна Толстова          | 2007 |  |  |  |  |
| 61 | Флаг России | ПЗ  | Елизавета Петрунькина | 2005 |  |  |  |  |
| 71 | Флаг России | ПЗ  | Ляля Холматова        | 2007 |  |  |  |  |
| 76 | Флаг России | ПЗ  | Кристина Табукова     | 2006 |  |  |  |  |
| 80 | Флаг России | ПЗ  | Маргарита Литвиненко  | 2005 |  |  |  |  |
|    |             |     |                       |      |  |  |  |  |
| 37 | Флаг России | Нап | Кристина Кириченко    | 2008 |  |  |  |  |
| 55 | Флаг России | Нап | Валерия Кузнецова     | 2005 |  |  |  |  |
| 75 | Флаг России | Нап | Валерия Кондакова     | 2007 |  |  |  |  |
| 78 | Флаг России | Нап | Виолетта Кахраманзаде | 2008 |  |  |  |  |

Тренерский штаб
- Иван Квасов — главный тренер
- Маргарита Ерёмина — помощник главного тренера
- Евгения Щанина — тренер по физической подготовке
- Глеб Ефимов — тренер вратарей

## Статистика выступлений
без учёта мячей забитых в сериях послематчевых пенальти
с учётом технических результатов

| Сезон                           | Команда                         | Чемпионат России                | Чемпионат России                  | Чемпионат России                | Чемпионат России | Чемпионат России | Чемпионат России | Чемпионат России | Чемпионат России | Чемпионат России | Чемпионат России | Чемпионат России | Главный тренер                       | Источники     |
| Сезон                           | Команда                         | Лига                            | Этап                              | Место                           | И                | В                | Н                | П                | МЗ               | МП               | РМ               | О                | Главный тренер                       | Источники     |
| ------------------------------- | ------------------------------- | ------------------------------- | --------------------------------- | ------------------------------- | ---------------- | ---------------- | ---------------- | ---------------- | ---------------- | ---------------- | ---------------- | ---------------- | ------------------------------------ | ------------- |
| 2023                            | Спартак (жен.)                  | Первая лига                     | Предварительный этап, зона Москва | 3 из 5                          | 8                | 4                | 1                | 3                | 11               | 12               | -1               | 13               | Ирина Галактионова Маргарита Ерёмина | [ 46 ]        |
| 2024 (сезон)                    | Спартак 2007/2008 (дев.)        | Первая лига                     | Предварительный этап, зона Москва | 4 из 7                          | 12               | 7                | 0                | 5                | 35               | 17               | +18              | 21               | Ирина Галактионова                   | [ 47 ] [ 48 ] |
| 2024 (сезон)                    | Спартак-м                       | Молодёжная лига                 | Предварительный этап, группа Б    | 1 из 4                          | 6                | 3                | 3                | 0                | 8                | 2                | +6               | 12               | Иван Квасов                          | [ 49 ]        |
| 2024 (сезон)                    | Спартак-м                       | Молодёжная лига                 | Заключительный этап (1-10 места)  | 5 из 20                         | 16               | 6                | 3                | 7                | 18               | 25               | -7               | 21               | Иван Квасов                          | [ 49 ]        |
| 2024 (сезон)                    | Спартак-м                       | Молодёжная лига                 | Молодёжная лига 2024 (Итог)       | 5 из 20                         | 22               | 9                | 6                | 7                | 26               | 27               | -1               | 33               | Иван Квасов                          | [ 49 ]        |
| Итого Первая лига (2 сезона)    | Итого Первая лига (2 сезона)    | Итого Первая лига (2 сезона)    | Итого Первая лига (2 сезона)      | Итого Первая лига (2 сезона)    | 20               | 11               | 1                | 8                | 46               | 29               | +17              |                  |                                      |               |
| Итого Молодёжная лига (1 сезон) | Итого Молодёжная лига (1 сезон) | Итого Молодёжная лига (1 сезон) | Итого Молодёжная лига (1 сезон)   | Итого Молодёжная лига (1 сезон) | 22               | 9                | 6                | 7                | 26               | 27               | -1               |                  |                                      |               |
| Всего                           | Всего                           | Всего                           | Всего                             | Всего                           | 42               | 20               | 7                | 15               | 72               | 56               | +16              |                  |                                      |               |

1. ↑  в сезоне 2024 (Заключительный этап) статистика дана по фактически сыгранным матчам — в комментариях даны показатели, учитывавшие в официальной статистике результаты матчей с командой Предварительного этапа, которая также вышла в Заключительный этап за 1-10 места из группы Б (Мастер-Сатурн)